# Le Mur (film, 1998)
Pour plus de détails, voir Fiche technique et Distribution.
Le Mur est un téléfilm français réalisé par Alain Berliner et diffusé en 1998 sur Arte. Il fait partie de la collection 2000 vu par... de Caroline Benjo et Carole Scotta. 

## Synopsis
Albert, philosophe de 35 ans, tient une friterie exactement située sur la frontière linguistique : il prépare les frites en Wallonie et sert ses clients en Flandre. Un matin, Albert découvre avec effroi qu'un mur a été bâti sur la frontière linguistique, coupant le pays en deux. Il se trouve du côté francophone et ne peut passer dans la partie néerlandophone où se trouve son amoureuse Wendy sans un visa.

## Fiche technique
- Titre : Le Mur
- Réalisation : Alain Berliner
- Scénario : Alain Berliner
- Photographie : Yves Cape
- Montage : Sandrine Deegen
- Musique : Alain Debaisieux
- Production : Caroline Benjo et Carole Scotta
- Sociétés de production : La Sept Arte, Haut et Court
- Pays d'origine :  France
- Durée : 1h05 minutes
- Date de diffusion : 18 décembre 1998

## Distribution
- Daniel Hanssens : Albert
- Pascale Bal : Wendy
- Mil Seghers : Marcel
- Michael Pas : Stijn
- Peter Michel : Ivo
- Damien Gillard : Didier
- Peter Rouffaer : Fred
- Harry Cleven : le gréviste
- Dett Peyskens : Nicole
- Laurence Bibot : la journaliste
- Daniël Van Avermaet
- Emile Ringoot : le soldat
- Bruno Van De Voorde : un Flamand
- François Lahaye : la femme wallonne
- Julian Cope : Mel